# Miletus maximus
Miletus maximus är en fjärilsart som beskrevs av Holland 1891. Miletus maximus ingår i släktet Miletus och familjen juvelvingar. Inga underarter finns listade i Catalogue of Life.